# Mikwe (Hürben)

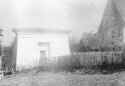
Mikwe in Hürben (um 1928)

Die Mikwe in Hürben, einem früheren Ort, der seit 1902 zur Stadt Krumbach im schwäbischen Landkreis Günzburg in Bayern gehört, wurde 1833 an der Synagogengasse 10 errichtet. Die Mikwe sah wie ein babylonisches Tor aus (siehe Fotos). 
Die Mikwe, nördlich der Synagoge auf der gegenüber liegenden Straßenseite, musste 1938 von der jüdische Gemeinde zwangsweise verkauft werden. Der neue Besitzer verwendete sie zunächst als Ziegenstall. 1945 wurde die ehemalige Mikwe zum Wohnhaus umgebaut, die seitlich ausladenden Stützwände der Mikwe wurden in das Wohnhaus integriert.